# Капитуляция Германии в Первой мировой войне
Капитуляция Германии в Первой мировой войне была следствием последних военных поражений немецкой армии и произошедших революционных событий в Германской империи, став соглашением о прекращении военных действий между Германской империей и Антантой. 5 октября 1918 года германским правительством было официально объявлено о готовности Германии к мирным переговорам со странами Антанты и её союзниками. 10 ноября 1918 года Берлинским советом было принято решение создать Временный совет народных уполномоченных, который 11 ноября 1918 года подписал в Компьене перемирие о прекращении боевых действий со стороны имперской армии Германии и положил конец Первой мировой войне.

## Последнее наступление Антанты
14 октября 1918 года началось общее наступление войск Антанты на Западном фронте. К 20 октября германские войска были полностью вытеснены на позицию Герман, Гундинг, Брунгильда, Кримгильда. Надвигавшуюся катастрофу предчувствовали в самой Германии, поэтому ещё 29 сентября Гинденбург и Людендорф заявили о необходимости формирования нового правительства. 1 октября правительство Германской империи получило отставку, а 3 октября был образован кабинет во главе с принцем Максом Баденским, имевшим среди германской буржуазии и юнкерства репутацию либерала и пацифиста.
4 октября германское правительство обратилось к правительству США с предложением о начале мирных переговоров на основе «Четырнадцати пунктов», изложенных Вудро Вильсоном в его послании к конгрессу от 8 января 1918 г. Делая это, немцы рассчитывали усилить недоверие в стане союзников.

## «Четырнадцать пунктов»
Однако в Вашингтоне не спешили с перемирием, пытаясь как можно больше ослабить Германию. Президент США не отверг возможность начала мирных переговоров, однако заявил, что требует от Германии гарантий выполнения всех 14 пунктов. Обмен нотами между правительствами США и Германии об условиях отвода войск с захваченных областей Бельгии и Франции, о прекращении подводной войны, и других условиях перемирия, продолжался до конца октября. Чтобы сделать Антанту более сговорчивой, Вильгельм II 26 октября уволил в отставку Людендорфа, назначив вместо него первым генерал-квартирмейстером генерала В. Гренера.

## Революция в Германии
Тем временем боевые действия на Западном фронте вступили в завершающую стадию, 5 ноября 1-й американской армии удалось прорвать германский фронт, 6 ноября началось общее отступление германских войск.
В это критическое для Германии время в Киле началось восстание матросов германского флота, которое переросло в Ноябрьскую революцию. Все попытки подавить революционные выступления оказались безуспешными.

## Компьенское перемирие
Чтобы не допустить окончательного поражения армии, 8 ноября в Компьенский лес прибыла германская делегация, принятая маршалом Фошем. Условия перемирия, выдвинутые Антантой были следующими:
- Прекращение военных действий, эвакуация в течение 14 дней оккупированных германскими войсками районов Франции, территорий Бельгии и Люксембурга, а также Эльзас-Лотарингии.
- Войска Антанты занимали левый берег Рейна (причем содержание оккупационной армии целиком возлагалось на Германию), а на правом берегу предусматривалось создание демилитаризованной зоны.
- Германия обязывалась немедленно возвратить на родину всех военнопленных, а также эвакуировать свои войска с территории стран, входивших ранее в состав Австро-Венгрии, из Румынии, Турции и Восточной Африки.

Германия должна была выдать Антанте 5 000 артиллерийских орудий, 30 000 пулеметов, 3 000 минометов, 5 000 паровозов, 150 000 вагонов, 2 000 самолетов, 10 000 грузовых автомобилей, 6 тяжелых крейсеров, 10 линейных кораблей, 8 легких крейсеров, 50 эсминцев и 160 подводных лодок. Остальные корабли германского военно-морского флота разоружались и интернировались союзниками. Блокада Германии сохранялась.
Фош резко отверг все попытки германской делегации смягчить условия перемирия. Фактически выдвинутые условия требовали безоговорочной капитуляции. Однако германской делегации все же удалось смягчить условия перемирия:
Так, количество пулеметов, подлежащих выдаче, было снижено до 25 000, самолетов — до 1700, грузовых автомобилей — до 5 000. Были сняты требования о выдаче подводных лодок. В остальных же пунктах условия перемирия остались без изменений.
9 ноября Вильгельм II был свергнут и бежал в Голландию.
11 ноября 1918 г. в 5 часов утра по французскому времени условия перемирия были подписаны. Было заключено Компьенское перемирие. В 11 часов раздались первые выстрелы артиллерийского салюта наций в 101 залп, возвестившего окончание Первой мировой войны.
Союзники Германии по Четверному союзу капитулировали ещё раньше. 29 сентября капитулировала Болгария, 30 октября — Турция, 3 ноября — Австро-Венгрия.